# Weddelbrook
Weddelbrook ist eine Gemeinde im Kreis Segeberg in Schleswig-Holstein.

## Geografie

### Lage und Ortsteile
Weddelbrook liegt direkt südwestlich der Kleinstadt Bad Bramstedt in ländlicher Umgebung am südwestlichen Rand des Naturraums Holsteinische Vorgeest.
Neben dem namenstiftenden Dorf wird auch der Hof Bargholz als weiterer Wohnplatz zur Gemeinde gezählt.

### Nachbargemeinden
Direkt angrenzende Gemeindegebiete sind:
|         | Föhrden-Barl                                | Hitzhusen     |
|         | Kompassrose, die auf Nachbargemeinden zeigt | Bad Bramstedt |
| Mönkloh | Heidmoor                                    | Lentföhrden   |

## Geschichte
Der Ort wurde 1322 erstmals urkundlich erwähnt. Der Ortsname deutet vermutlich auf eine Furt (altsächsisch: weddel = waten) in einem Fluss oder Feuchtgebiet (brook) hin.
Der Mühlenteich wurde um 1770 für eine Lohmühle angelegt, an deren Stelle 1868 eine Getreidemühle errichtet wurde, die heute unter Denkmalschutz steht und als Wohnhaus genutzt wird.
Als das Gut Bramstedt, zu dem der Ort gehört hatte, im Jahr 1874 aufgelöst wurde, wurde Weddelbrook zu einer eigenständigen Gemeinde.
1962 nahm der Ort erstmals am Wettbewerb Unser Dorf soll schöner werden teil und errang sogleich den ersten Platz im Kreiswettbewerb und den zweiten im Landeswettbewerb. 1997 wurde Weddelbrook wiederum Kreissieger und gewann 1998 die Bronzemedaille im Bundeswettbewerb.

## Politik

### Gemeindevertretung
Bei der Kommunalwahl am 14. Mai 2023 wurden insgesamt elf Sitze vergeben. Von diesen erhielten die Freie Wählervereinigung Weddelbrook und die Bürger für Weddelbrook je vier Sitze und die CDU erhielt drei Sitze.

### Wappen
Blasonierung: „Von Gold und Blau schräg im Schlangenschnitt gesenkt geteilt. Oben vier rote Fachwerkhäuser 2 : 1 : 1, unten ein silberner Mahlstein.“

## Wirtschaft und Infrastruktur

### Wirtschaftsstruktur

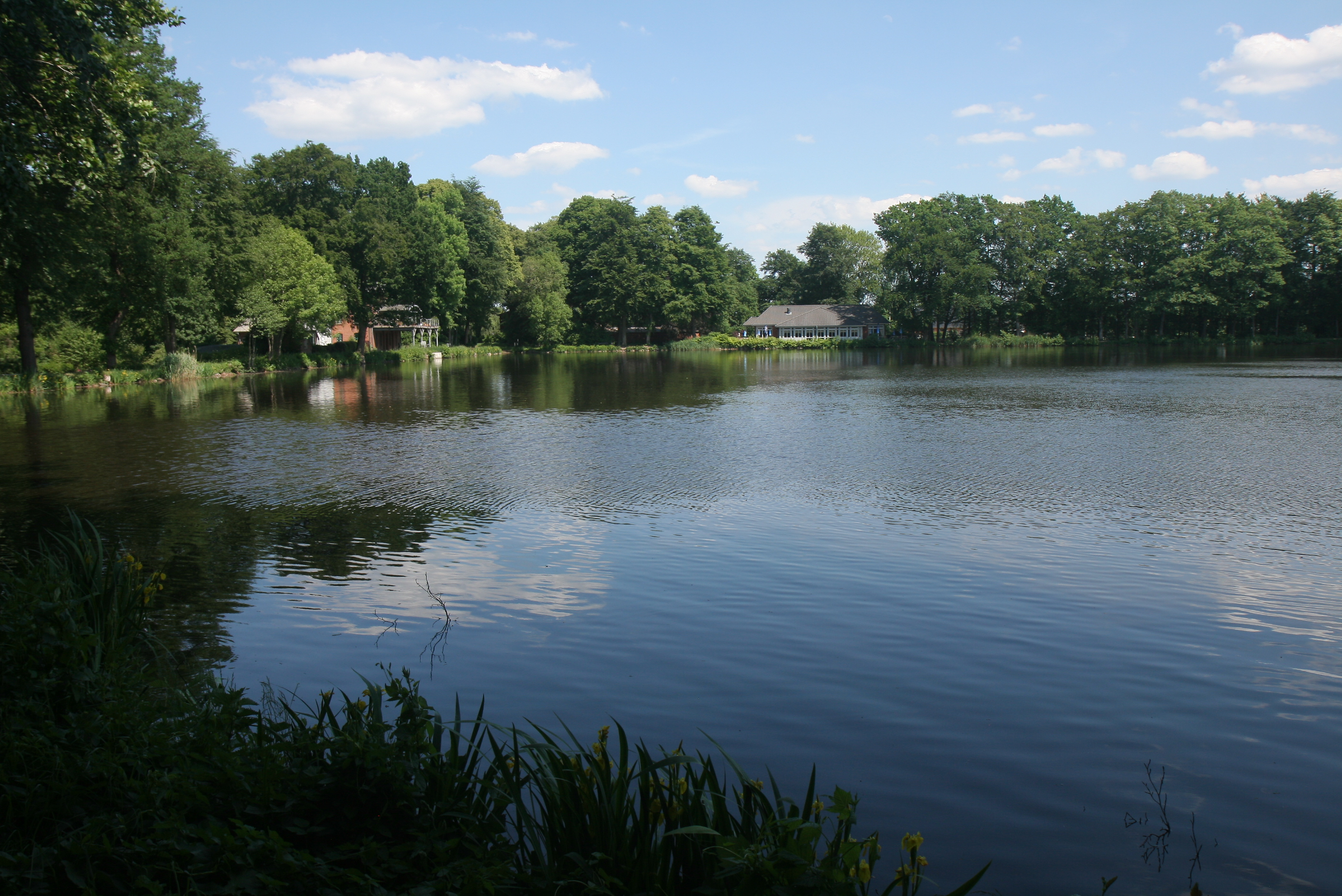
Mühlenteich

Weddelbrook hat sich von einer rein landwirtschaftlich geprägten Gemeinde zu einer Pendlergemeinde entwickelt. Außerdem gibt es einige größere Gewerbebetriebe. In der Nähe des Mühlenteichs befindet sich ein Campingplatz.

### Verkehr
Nördlich verläuft die Bundesstraße 206 von Bad Bramstedt nach Itzehoe, östlich die Bundesstraße 4 von Hamburg nach Bad Bramstedt. Die nächsten Bahnstationen liegen in Bad Bramstedt und Lentföhrden an der Bahnstrecke Hamburg-Altona–Neumünster.

## Sehenswürdigkeiten
In der Liste der Kulturdenkmale in Weddelbrook stehen die in der Denkmalliste des Landes Schleswig-Holstein eingetragenen Kulturdenkmale.

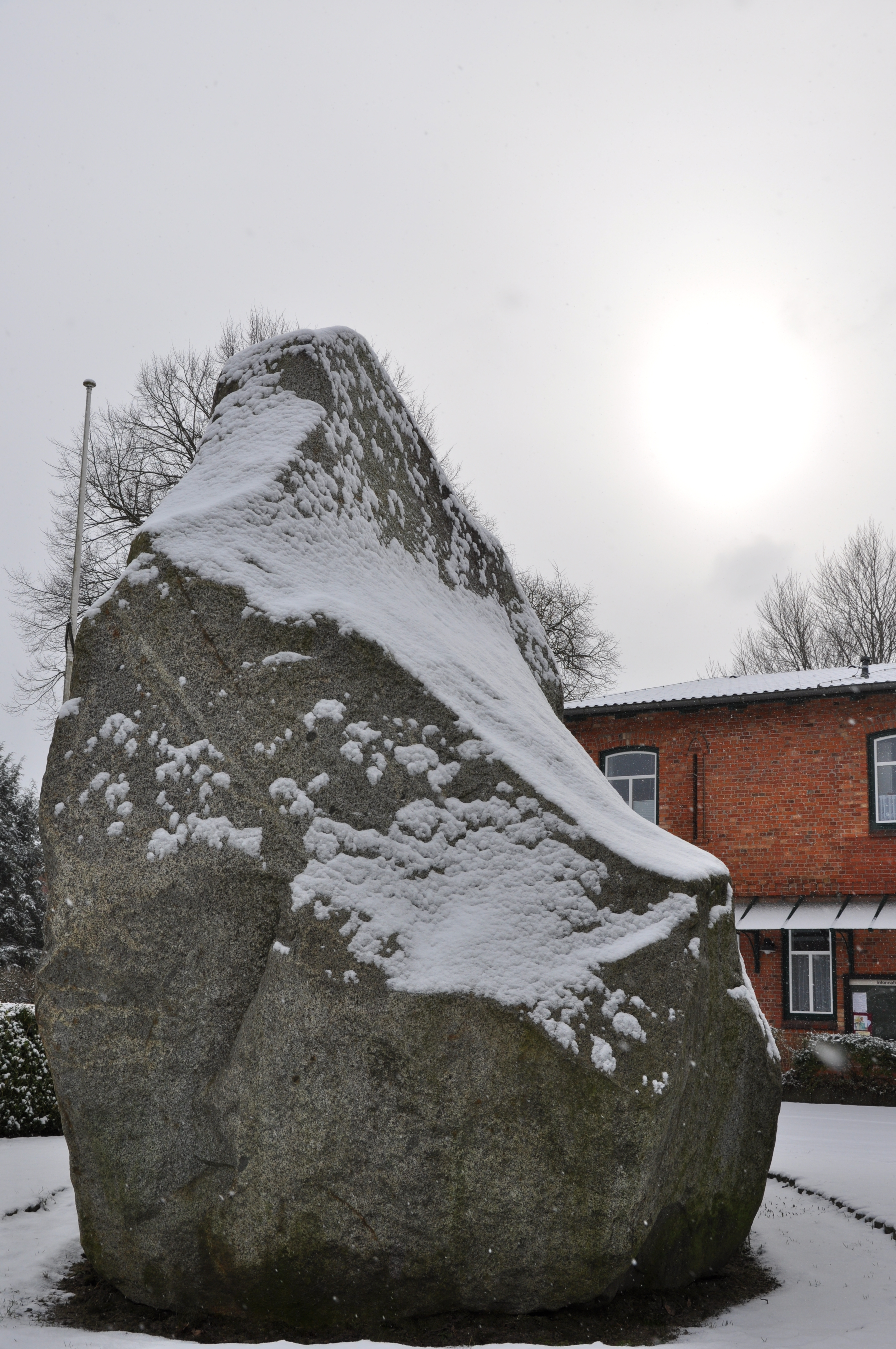
„Der alte Weddelbrooker“

Auf dem Parkplatz vor dem Dorfhaus an der Heidmoorer Straße ruht ein rund 102 t schwerer Granit-Findling. Den riesigen Stein hatte 1997 ein Weddelbrooker Landwirt bei Arbeiten auf seinem Acker entdeckt. Die Bergungsarbeiten mit schwerem Gerät gestalteten sich als äußerst schwierig. Nach mehreren erfolglosen Anläufen wurde der Findling schließlich auf einen Schwerlasttransporter gehoben, zum Dorfhaus transportiert und auf den Namen „Der Alte Weddelbrooker“ getauft.